# Vatica umbonata
Vatica umbonata là một loài thực vật thuộc họ Dipterocarpaceae. Loài này có ở Indonesia, Malaysia, Philippines, và Thái Lan.